# Salvador Cardona i Balbastre
Salvador Cardona i Balbastre (Alfauir, 12 de gener de 1901 - Pau, 15 de gener de 1985), fou un ciclista valencià guanyador d'una etapa al Tour de França. El 26 de febrer de 1954 es nacionalitzà francès.

## Palmarès[calcitació]
- 1927
  - Vencedor d'una etapa al Tour del Sud-Est
- 1929
  - 1r a la Volta a Llevant
  - Vencedor d'una etapa al Tour de França
- 1931
  -  1r de la Volta a Catalunya i vencedor de 3 etapes
- 1932
  - Vencedor d'una etapa de la Volta a Catalunya
- 1933
  - 1r a la Volta a Galícia
  - 1r a la Prueba de Villafranca de Ordizia
- 1935
  -  Campió d'Espanya en ruta
  - 1r al Gran Premi República
  - 1r a la Volta a Mallorca
  - Vencedor d'una etapa de la Vuelta a Espanya
  - Vencedor de 2 etapes a la Volta a Catalunya
- 1936
  - Vencedor d'una etapa de la Vuelta a Espanya

### Resultats al Tour de França
- 1928. 15è de la classificació general
- 1929. 4t de la classificació general. Vencedor d'una etapa
- 1930. 16è de la classificació general
- 1931. Abandona (6a etapa)
- 1935. 22è de la classificació general

### Resultats a la Volta a Espanya
- 1935. 11è de la classificació general. Vencedor d'una etapa
- 1936. 18è de la classificació general. Vencedor d'una etapa